# Смртоносно оружје 2
Смртоносно оружје 2 (енгл. Lethal Weapon 2) је амерички акциони филм из 1989. који је режирао Ричард Донер. Главне улоге играју: Мел Гибсон и Дени Главер.

## Радња
Детективи Мартин Ригс (Мел Гибсон) и Роџер Мерто (Дени Гловер) јуре два аутомобила са осумњиченима док се њихови сарадници кладе на њих, током јурњаве сустигну један од аутомобила, преврнуо се, возач је побегао, али је гепек пун златних Кругеранда. По доласку на станицу, Ригс скида лудачку кошуљу ради опкладе, извлачи руку из зглоба, а затим је враћа назад и најављује да је данас деби Мертове ћерке на телевизијском екрану. Роџер себи прави нову гаражу за два аутомобила, након чега се он и његова породица окупљају око телевизора да гледају прву рекламу своје ћерке.
Возач који је изгубио аутомобил пун златних Кругеранда погинуо је док је извештавао надређене. А ноћу у Мертову кућу упадају маскирани људи, везују њега и његову жену и упозоравају шта може да се деси његовој деци ако не престане да забада нос где му није место. Ујутро, Ригс и Мерто добијају нови задатак, задужени су да штите важног сведока по имену Лео Гетс (Џо Пеши), он треба да сведочи за два дана. Пре него што уђу и упознају га, убије га атентатор обучен као конобар и излети кроз прозор са Леом и Ригсом. Убица је успео да побегне, Ригс и Мерто сазнају да је њихов сведок опрао пола милијарде долара за дилере дроге.
Лео им прича о шеми прања новца и каже да је имао посла само са куририма, али се касније сећа куће на стубовима у коју је одведен. Након неког времена, кућа је пронађена, стоји на падини, у њој детективи виде људе како броје готовину, а између осталих препознају и убицу који је побегао из хотела. Ригс сустиже убицу у потери колима, али убицу убија даска за сурфовање. Испоставља се да је кућа резиденција дипломате, а сви њени становници имају дипломатски имунитет. Истовремено, они су присталице апартхејда и не крију своје расистичке ставове. Тамо Ригс упознаје шармантног секретара амбасаде.
Ригс почиње да уходи јужноафричког дипломату, истражује све његове активности, и повремено му упада у очи, све док га не обавесте да се Мерто није појавио на послу и да не одговара на позиве. Стигавши код Мерта, Ригс га затиче како седи на клозету заробљеном гузовима. Током дугих припрема, Мертов живот је спашен, али експлозија није могла да се избегне. Лео и Мерто долазе у амбасаду и започињу свађу, скрећући пажњу стражара. Ригс, у међувремену, налеће на службенике амбасаде. После мале туче, разбија огроман акваријум и поново среће секретарицу амбасаде, госпођицу Рику Ван Ден Хас (Петси Кенсит). Мерт је нападнут у својој гаражи и Лео је одведен, али захваљујући видео снимку његовог рођендана сазнаје име брода са листова дипломате.
Рика иде у куповину, где је Ригс проналази и позива на вечеру. У то време, један по један, полицајци почињу да гину. Рику и Ригса усред ноћи пробуди пас који лаје, и једва да имају времена да се обуку пре него што кућу бомбардују из хеликоптера. На срећу, Ригс успева да узврати и одведе Рику, али је доводи кући, где их већ чекају. Пробудивши се, Ригс се нађе на пристаништу, где га адвокат дипломате обавештава да је он иста особа која је грешком убила своју жену, покушавајући да га убије пре много година. Ригс је бачен у воду у лудачкој кошуљи, лако је скида, на дну види Рику. Он убија двоје запослених у амбасади и одлута са њеним телом у наручју.
Ригс стиже у кућу на брду са Мертом док Леа муче. Захваљујући витлу, Ригс руши кућу, а Мерто ослобађа Леа. Детективи одлазе до пристаништа, где виде брод и контејнер који су спремни за утовар, са чуварима. Контејнер садржи милионе долара и аутомобил са златом. Они су закључани унутар контејнера, али избијају врата машином, разбацујући новац по ваздуху. У пуцњави, Ригс се освети убици своје жене тако што га убоде ножем и убије испуштеним контејнером. Рани га дипломата којег убије Мерто.

## Улоге
- Мел Гибсон: Мартин Ригс
- Дени Главер: Роџер Мерто
- Џо Пеши: Лео Гец
- Џос Акланд: Арџен Рад
- Дерик О’Конор: Питер Ворстет ('Адолф')
- Петси Кенсит: Рика ван ден Хас
- Дарлен Лав: Триш Мерто
- Трејси Вулф: Рајана Мерто
- Стив Кејхан: капетан Ед Мерфи
- Марк Ролстон: Ханс
- Џенет Голдстин: Меган Шапиро
- Дин Норис: Тим Кавано
- Џек Макги: предузимач Мики Макги

## Зарада
- Зарада у САД - 147.253.986 $
- Зарада у иностранству - 80.600.000 $
- Зарада у свету - 227.853.986 $